# Unister
Die Unister Holding GmbH, kurz Unister, war ein deutsches Unternehmen mit Hauptsitz in Leipzig, welches Webportale betrieb und vermarktete.

## Geschichte
Unister wurde im Juli 2002 von dem Leipziger BWL-Studenten Thomas Wagner gegründet, der mit Unterbrechung bis zu seinem Tod 2016 einer der Geschäftsführer war. Im Oktober 2002 ging eine Studententauschbörse, unister-netz.de, unter der Adresse unister.de online. Zwischenzeitlich erhöhte sich die Zahl der eigenen Internetseiten auf über 40, zum Teil durch Neugründungen, zum Teil durch Zukäufe. Das Unternehmen war vor allem in den Geschäftsbereichen Reise, Finanzen, Automobile, Medien, Immobilien und Social Media tätig. Um die Seiten bekannt zu machen, kaufte Unister bei Google Werbeplätze und drehte fürs Fernsehen Testimonials mit Michael Ballack und Reiner Calmund. Rückblickend bewertete Heinz-Roger Dohms auf tagesschau.de den Werbeeinsatz wie folgt: „Von der vermeintlichen ‚Erfolgsstory Unister‘ profitierten letztlich vor allem zwei: Google und die Fernsehsender.“
Im Februar 2008 wurde die Unister Media GmbH gegründet, welche sich auf die Vermarktung von Online-Portalen spezialisierte. Außerdem gründete das Unternehmen ein Marktforschungsunternehmen UMA Unister Market Research & Analysis.
Das Unternehmen mit Sitz in Leipzig hatte 2010 etwa 1670 Angestellte und verfügte über Niederlassungen in Berlin, Hamburg, Düsseldorf, Dresden, Stralsund, Magdeburg, Jena und Chemnitz. Die Unister Holding erzielte im Geschäftsjahr 2010 einen Umsatz von rund 227 Millionen Euro und einen Verlust von etwa zwei Millionen Euro. Unister gehörte zu den größten deutschen selbständigen Internetunternehmen und verzeichnete mehr als 10 Mio. Seitennutzer im Monat (Unique user) laut Arbeitsgemeinschaft Onlineforschung. Hauptgesellschafter bei Unister war bis zu seinem Tod Thomas Wagner.
Bis 2011 erwirtschaftete das Unternehmen einen Großteil seiner Überschüsse mittels Google-Arbitrage: Eigene geschaltete Anzeigen brachten mehr Einnahmen, als die bei Google geschalteten Anzeigen kosteten. 2011 untersagte Google diese Praktik. Ab dann wurden rechtlich nicht einwandfreie Zusatzprodukte kreiert, um die Einnahmeverluste auszugleichen. Bezüglich dieser Zusatzprodukte gab es staatsanwaltliche Ermittlungen.
Das Unternehmen gehörte zu den großen deutschen E-Commerce-Anbietern. Unister entwickelte und vermarktete Internetportale. Es war unter anderem im Reisemarkt und in der Vermittlung von Versicherungen und Krediten aktiv, wobei es Kritik im Hinblick auf Verbraucherfreundlichkeit und den Umgang mit Wettbewerbern gab.
Im September 2011 verließen einige leitende Mitarbeiter, vor allem aus dem Touristikbereich, Unister. Die Wirtschaftswoche vermutete dahinter teilweise moralische Gründe; Unister genieße in der Reisebranche einen zweifelhaften Ruf.
Ein Unister-Sprecher sagte im Februar 2012 nach Kritik der Verbraucherzentrale Sachsen am Portal fluege.de, man solle „genau hinschauen, bevor man buche“. Der Hintergrund waren Beschwerden von Verbrauchern, die eine Buchung abgebrochen hatten, etwa weil sie eine der angebotenen Zahlungsmethoden von Unister nicht anwenden wollten, und daraufhin vom Unternehmen gemahnt wurden, den vollen Reisepreis zu zahlen.
Der Bundesgerichtshof hatte Unister bereits 2011 zur Umsetzung einer EU-Richtlinie verurteilt und damit ein vorinstanzliches Urteil bestätigt. Nach dieser Richtlinie muss der jeweilige Endpreis bei Flugbuchungen in transparenter Weise frühzeitig ausgewiesen werden. Eine Endpreisangabe erst zum Abschluss der Buchung soll damit unterbunden werden. Unister hatte sich geweigert, diese Bestimmungen im Rahmen einer Selbstverpflichtung in der Reisebranche umzusetzen. Bei den kritisierten Buchungsabläufen wurden zumindest bis Sommer 2012 Zusatzleistungen in das ausgewählte Reise-Paket des Buchenden bereits voreingestellt eingebunden. Der Interessent war daher angehalten, Zusatzleistungen als solche zu erkennen und diese vor abschließender Buchung abzuwählen.
Unister teilte am 10. Juli 2012 mit, man habe diese Voreinstellungen, besonders im Bereich der Reiserücktrittsversicherung, nun beendet. Der Unister-Sprecher bezeichnete die Vorhalte der Verbraucherzentrale als branchenübliche Praxis; Fluege.de agiere nicht anders als andere große Buchungsportale auch. Die Opt-out-Funktion (man muss Versicherungen abwählen) gebe es bei vielen großen Portalen.
Außerdem hatte Unister ein Siegel vom VBS Verbraucherschutz e. V. (verbraucherschutz.de) erhalten; dessen Nutzung auf der Website fluege.de untersagte das Oberlandesgericht Dresden aber am 3. Juli 2012 unter Androhung einer Ordnungsstrafe in Höhe von bis zu 250.000 Euro. Bei Verbrauchern komme der Eindruck auf, dieser Verein sei eine unabhängige Prüfinstanz. Tatsächlich verkauft er aber Dienstleistungen an Unternehmen; der Verein hat nichts mit den Verbraucherzentralen zu tun.
Im Juli 2012 veröffentlichte die Zeitschrift Computer Bild einen umfangreichen Artikel über die Methoden der Unister-Gruppe. Unister reagierte mit einer strafbewehrten Unterlassungs- und Verpflichtungserklärung und warf der Zeitschrift unrichtige Tatsachenbehauptungen vor. Gerichte gaben Unister in einigen Punkten Recht, Computer-Bild blieb aber in den meisten Punkten bei seiner Darstellung. Unister ließ (Stand April 2013) Blogger abmahnen, die auf die entsprechende kritische Berichterstattung verweisen.
Im Dezember 2012 gab Unister-Gründer Thomas Wagner der FAZ ein Interview. Er antwortete auf die Frage, warum Unister auch nach zehn Jahren am Markt immer wieder den Eindruck erwecke, „nicht auf der Höhe der Zeit zu sein“, man habe „in der Vergangenheit viele Projekte parallel aufgebaut. Natürlich kommt es dabei auch zu Fehlern. Wir lernen daraus und verbessern uns stetig.“
2014 sollte die Unister Holding verkauft werden, schreibt der Wirtschaftsnachrichtendienst Bloomberg. Der Verkaufspreis sei auf um die 1,5 Milliarden Euro taxiert (2,1 Mrd. US-Dollar).
Im Juli 2015 kündigte Unister den Abbau von insgesamt 250 Stellen an. 2014 waren bereits 200 Mitarbeiter entlassen worden.
Im Mai 2016 wurde das Unister-Versicherungsvermittlungsportal Geld.de an die JDC Group verkauft. Eine im Juli 2015 angekündigte Kauf-Option durch die HanseMerkur-Versicherungsgruppe wurde dadurch zunächst nicht wirksam. Allerdings kam es im Oktober 2015 zu einem Vorstandswechsel bei dem Hamburger Versicherungsriesen. Kurz darauf wurde die Rückzahlung eines Kredits über 55 Millionen Euro der HanseMerkur fällig, wovon nur 20 Millionen Euro gezahlt werden konnten. Dies brachte Unister in ernste Zahlungsprobleme und in den Folgemonaten zahlreiche weitere Probleme.
Am 14. Juli 2016 starben der Geschäftsführer Thomas Wagner (38) und Unister-Mitgesellschafter Oliver Schilling (39), ein Wagner-Jugendfreund, sowie ein 65-jähriger Kreditvermittler und der 73-jährige Pilot bei einem Flugzeugabsturz in einer Piper PA-32 bei Ajdovščina in Slowenien. Sie waren auf dem Rückflug von Venedig zum Flughafen Hof-Plauen. Vier Tage später entschieden sich drei der überlebenden Gesellschafterparteien, Insolvenz anzumelden. Man traute sich eine Fortführung des verschachtelten Internet-Konzerns, zu dem europaweit über 60 Reiseportale gehörten, auch Hotels der Travel24.com AG oder Portale in den Bereichen Automobile (Auto.de), Preisvergleich (Preisvergleich.de), Nachrichten (News.de, Börsennews.de) oder Versicherungen (private-krankenversicherung.de) nicht weiter zu. Am Tag vor dem Absturz des Internetmillionärs Thomas Wagners war dieser in Venedig Opfer eines sogenannten Geldwechselbetrug-Geschäfts geworden, eines sogenannten Rip-Deals. Darüber berichtete die ARD in einer 45-minütigen TV-Dokumentation für die Reihe Die Story im Jahr 2018 unter der dem Titel Der Absturz: Aufstieg und Fall eines Internetimperiums. Der Flugzeugabsturz von Thomas Wagner sorgte international für Schlagzeilen. So titelte beispielsweise die Londoner Financial Times am 15. August 2016:

The rise and tragic fall of German internet star. Tale of Wagner’s last days reads more like a detective novel than typical story of German business

„Der Aufstieg und tragische Fall eines deutschen Internet-Stars. Geschichte von Wagners letzten Tagen gleicht mehr einem Krimi als der eines gewöhnlichen deutschen Unternehmens“

Als Täter des Millionen-Rip-Deals an Unister wird eine Gruppe internationaler organisierter Kriminalität aus Italien genannt, die sich „Levy Vass“ nennt. Sie traten im Namen eines diskret arbeitenden israelischen Milliardärs auf, der seit Jahren solche Kreditgeschäfte betreibe. Diese Gruppe hatte Wagner über Mittelsmänner in Leipzig und Hannover einen Überbrückungskredit für einen geplanten Unister-Börsengang in Höhe von 15 Millionen Euro als Privatkredit angeboten. Der diesem Geschäft zu Grunde liegende „Darlehensvertrag“ war zuvor von der Unister-Hauskanzlei CMS Hasche Sigle geprüft worden. Kurz zuvor hatte der Internetstar nach Angaben der Süddeutschen Zeitung ein Verkaufsangebot für Unister in Höhe von 900 Millionen Euro abgelehnt, da er die Marke von einer Milliarde Euro knacken wollte.
Am 18. Juli 2016 meldete Unister Insolvenz an. Am Folgetag teilte Insolvenzverwalter Lucas F. Flöther mit, dass auch das Tochterunternehmen Urlaubstours einen Insolvenzantrag gestellt habe. Die bei dem Reiseveranstalter getätigten Kundenbuchungen seien durch eine Versicherung abgedeckt. Unister sollte laut dem Insolvenzverwalter Lucas F. Flöther als Ganzes an Investoren verkauft werden, was aber nicht klappte. Bis zum 21. Juli 2016 meldeten drei weitere Tochterunternehmen von Unister Insolvenz an, die Unister Travel Betriebsgesellschaft, U-Deals und die Unister GmbH. Im Zuge des Insolvenzverfahrens bis Ende Juli 2016, die außer der Holding 12 Tochter-GmbHs angemeldet haben, waren circa 900 der noch 1000 Mitarbeiter betroffen und zwar an zahlreichen Standorten: Leipzig, aber auch Hamburg, Berlin, Chemnitz oder Dresden.
Im August 2016 wurde bekannt, dass zwei Rechtsextreme, Reinhard Rade und Hans Jörg Schimanek, umstrittene Geschäfte mit dem Unternehmen abwickelten.
Anfang September 2016 beantragte auch die Unternehmenstochter ab-in-den-urlaub Betriebsgesellschaft mbH Insolvenz.
Die Leipziger Volkszeitung berichtete 2019, im Rahmen des Insolvenzverfahren seien die meisten Reisemarken des einstmals größten deutschen Online-Reisekonzerns für 75 bis 80 Millionen Euro an die tschechisch-chinesische Reisegruppe INVIA GROUP verkauft worden. Der relativ niedrige Verkaufspreis beruhte auf dem Insolvenzverfahren.

## Kontroverse um neuen Unternehmenssitz
Unister plante die Errichtung eines neuen Unternehmenssitzes in der Leipziger Innenstadt, die Baugenehmigung lag ab September 2011 vor. Dieser waren umfangreiche öffentliche Diskussionen vorausgegangen, in die zahlreiche Medien involviert waren, darunter die ZDF-Sendungen WISO und Volle Kanne. Streitpunkt war eine zusätzliche Etage, die im Entwurf von 2009 nicht berücksichtigt worden war. Nach ursprünglichem Standpunkt der Stadt würde der Unister-Neubau die übrigen Gebäude überragen; Geschäftsführer Thomas Wagner kritisierte in einem Interview der Leipziger Volkszeitung Oberbürgermeister Burkhard Jung und den Baubürgermeister Martin zur Nedden.
Daraufhin wurde erwogen, den Sitz zu verlagern; Magdeburg und Schweinfurt bewarben sich als mögliche Standorte. Im März 2010 berichteten Medien von einer Einigung im Streit um den Neubau. Demnach wurde ein Entwurf präsentiert, der von beiden Seiten angenommen wurde. Laut zur Nedden „steht der Bearbeitung zügigen Baugenehmigung nichts mehr im Wege“. Die Immobilien Zeitung schrieb beispielsweise im März 2010 zu dem sich andeutenden Kompromiss zwischen Unister und der Stadt Leipzig: „Öffentlich Schimpfen hilft“.
Im Genehmigungsverfahren waren neben der Bauhöhe weitere Probleme aufgetaucht. Beispielsweise berichtete die Leipziger Volkszeitung, dass durch die neungeschossige Rückwand des geplanten Unister-Neubaus „die Arbeits- und Lebensbedingungen in den Räumen hinter den Fenstern beeinträchtigt“ würden. Unister wandte ein, dass die betroffenen Räume seit Jahren leer stünden und sie laut Bauakten der Siebzigerjahre in eine Brandmauer eingebaut wurden, die Unister erworben hätte. „Wir gehen davon aus, dass Oberbürgermeister Jung persönlich und die oberen Stadt-Verantwortlichen zu ihrem Wort stehen und Unister die Baugenehmigung künftig erteilt wird“, so ein Unister-Sprecher.
Im Mai 2011 startete Unister mit Verhandlungen mit mehreren Generalunternehmern, um mit den Bauarbeiten zu beginnen. Der Zeitplan ging von einem Baubeginn im Herbst 2012 aus. Innerhalb von 24 Monaten solle das neue Gebäude errichtet werden und Platz für 1400 Mitarbeiter bieten.
Im Dezember 2015 gab Unister bekannt, auf den Bau eines neuen Unternehmenssitzes verzichten zu wollen. Das Baugrundstück wurde verkauft.

## Ermittlungen
Ermittler des Landeskriminalamts Sachsen durchsuchten am 11. Dezember 2012 die Unister-Zentrale in Leipzig. Nach Angaben der Behörde beschlagnahmten Mitarbeiter der Integrierten Ermittlungseinheit Sachsen (INES) Computer und Akten. Dabei wurden zwei Manager des Portals fluege.de vorübergehend für etwa eine Woche in Untersuchungshaft genommen. Drei Tage später wurde ein weiterer Manager des Unternehmens in Untersuchungshaft genommen.
Die Staatsanwaltschaft Dresden warf Unister 2012 vor, über seine Online-Portale ohne Erlaubnis Versicherungsprodukte vertrieben zu haben, wodurch ein Steuerschaden in Höhe von etwa einer Million Euro entstanden sei, da die Versicherungssteuer nicht abgeführt worden sei. Der Reiseveranstalter TUI kündigte daraufhin fristlos den Agenturvertrag mit Unister. Unister-Geschäftsführer Thomas Wagner sagte dazu in einem Interview mit der FAZ am 21. Dezember 2012: „Wir haben einen Bescheid aus dem Jahr 2002 des damaligen Bundesaufsichtsamtes für Versicherungswesen, aus dem […] hervorgeht, dass der Stornoschutz kein genehmigungspflichtiges Versicherungsgeschäft sei und demnach auch keine Versicherungssteuer zu bezahlen sei. Daraufhin wurde dieser Stornoschutz auf unserem Portal zehn Jahre lang bis zum Tag der Razzia zu Reisebuchungen angeboten. […] Deshalb können wir das drastische Vorgehen der Behörden in Sachsen […] absolut nicht nachvollziehen.“
Außerdem gibt es den Verdacht, dass in den Jahren 2010 und 2011 auf Partnersuche.de mit erfundenen Profilen automatisiert Kontaktanfragen vorgetäuscht und so Kunden in Abonnements gelockt worden sein könnten.
2013 gab Unister bekannt, Peter Zimmermann solle ab September Geschäftsführer werden. Er war seit 2009 Regierungssprecher in Thüringen unter Ministerpräsidentin Christine Lieberknecht, die ihn nun in den einstweiligen Ruhestand versetzte. Dadurch würde Zimmermann zusätzlich zu seinem künftigen Gehalt auch weiterhin noch Bezüge vom Land erhalten.
Im März 2016 ließ das Landgericht Leipzig Teile der Anklage für das Hauptverfahren gegen drei Personen aus dem Umfeld von Unister zu. Andere Teile, insbesondere der Vorwurf des Computerbetrugs, wurden zurückgewiesen. Indes wurde bekannt, dass die Finanzaufsicht BaFin im Jahr 2012 ein Anhörungsschreiben an Unister aufgesetzt hatte. Darin bewertete die Bafin die Geschäftspraktik von Unister als rechtswidrig. Auf Ersuchen der Generalstaatsanwaltschaft Dresden wurde das Schreiben nicht versandt, „um die Ermittlungen nicht zu gefährden“. „Es wäre ein Justizskandal“, sagte der Leipziger Jura-Professor Marc Desens der Leipziger Volkszeitung. Zugleich erhob die Generalstaatsanwaltschaft Dresden eine neue Anklage gegen vier Personen, in der es um Computerbetrug und Steuerhinterziehung ging. Die Eröffnungsentscheidung war Ende März 2016 noch nicht erfolgt.
Im Dezember 2021 verurteilte das Amtsgericht Leipzig acht ehemalige Manager von Unister wegen Insolvenzverschleppung zu Geldstrafen zwischen 7.200 und 100.000 Euro. Davon wurden zwei Strafen zur Bewährung ausgesetzt und müssen zunächst nicht gezahlt werden. Damit waren alle Verfahren gegen insgesamt 19 beschuldigte Geschäftsführer von Unister-Tochtergesellschaften abgeschlossen. Zuvor waren die Ermittlungen gegen acht weitere Manager nach Geldzahlungen zwischen 1.000 und 22.000 Euro an gemeinnützige Einrichtungen eingestellt worden.

## Übernahmen von Geschäftsbereichen seit der Insolvenz

### Fit Reisen
Im November 2016 gab der deutsche Gesundheitstourismus-Reiseveranstalter Fit Reisen aus Frankfurt am Main die Übernahme des Unister-Geschäftsbetriebes von kurz-mal-weg.de bekannt. Der Standort in Leipzig und der Markenname wurden unverändert beibehalten, die Mitarbeiter wurden ebenfalls übernommen.

### Rockaway Capital
Am 23. Dezember 2016 gab die Beteiligungsgesellschaft Rockaway Capital SE aus Tschechien die Übernahme des Geschäftsbereichs Reisen von Unister bekannt. Dabei handelt es sich um die Online-Plattformen ab-in-den-urlaub.de, fluege.de, reisen.de, billigfluege.de, reisegeier.de, urlaubstours.de, hotelreservierung.de und TravelViva. Die Transaktion wird durch die Rockaway Capital und den chinesischen Mischkonzern CEFC (China Energy Company Limited) finanziert.

### solute gmbh
Ebenfalls am 23. Dezember 2016 gab die in Karlsruhe ansässige solute gmbh, Betreiberin des Onlineportals billiger.de, die Übernahme der Online-Plattform shopping.de bekannt. Über eine Tochtergesellschaft übernahm die solute gmbh im Rahmen eines Asset-Deals den gesamten Geschäftsbetrieb inkl. der Markenrechte und der IT-Infrastruktur.

## Portfolio
|            |                                   |             | Angaben in Millionen | Angaben in Millionen | Angaben in Millionen |
| Segment    | Portal                            | Online seit | Unique User          | Seitenabrufe         | Visits               |
| ---------- | --------------------------------- | ----------- | -------------------- | -------------------- | -------------------- |
| Reisen     | ab-in-den-urlaub.de               | 2003        | 2,52                 | 73,18                | 6,21                 |
| Reisen     | urlaubstours.de                   | 2006        | 0,09                 | 0,24                 | 0,11                 |
| Reisen     | fluege.de                         | 2008        | 1,80                 | 21,16                | 4,02                 |
| Reisen     | hotelreservierung.de              | 2008        | 0,69                 | 13,33                | 1,88                 |
| Reisen     | reisen.de                         | 2008        | 1,12                 | 17,46                | 2,28                 |
| Reisen     | kurz-mal-weg.de                   | 2011        | 0,27                 | 1,36                 | 0,4                  |
| Reisen     | holidayreporter.com (eingestellt) | 2012        | -                    | -                    | -                    |
| Medien     | news.de                           | 2008        | 6,41                 | 25,84                | 15,32                |
| Medien     | börsennews.de                     | 2009        | 0,43                 | 1,19                 | 0,57                 |
| Medien     | webmail.de (2013 eingestellt)     | 2009        | 0,11                 | 19,22                | 2,85                 |
| Social Web | webcity.de (2013 eingestellt)     | 2006        | 0,14                 | 31,99                | 0,94                 |
| Social Web | partnersuche.de (eingestellt)     | 2009        | -                    | -                    | -                    |
| Shopping   | auvito.de (2014 eingestellt)      | 2006        | 1,21                 | 4,54                 | 2,06                 |
| Shopping   | shopping.de                       | 2009        | 0,81                 | 5,00                 | 2,52                 |
| Automobile | auto.de                           | 2006        | 0,81                 | 16,56                | 1,99                 |
| Finanzen   | aktienchancen.de                  | 2010        | -                    | -                    | -                    |
| Finanzen   | kredit.de                         | 2008        | 0,02                 | 0,06                 | 0,03                 |
| Finanzen   | versicherungen.de                 | 2003        | 0,08                 | 0,23                 | 0,11                 |
| Immobilien | myimmo.de (eingestellt)           | 2009        | -                    | -                    | -                    |